# Ziridava florensis
Ziridava baliensis là một loài bướm đêm trong họ Geometridae.